# 2024–2025-ös UEFA Nemzetek Ligája
A 2024–2025-ös UEFA Nemzetek Ligája a negyedik UEFA Nemzetek Ligája volt, amely az Európai Labdarúgó-szövetség által szervezett labdarúgótorna, amelyen az UEFA-tagsággal rendelkező 54 ország felnőtt férfi labdarúgó-válogatottjai vehettek részt.

## Lebonyolítás
A csapatokat négy ligára osztották, az A, B és C ligákban 16 csapat, ezeken belül négy csoportban, egyenként négy csapat szerepel. A D ligában 6 csapat vesz részt, amelyet két csoportra osztottak, mindkét csoportban három csapat szerepel. A csapatok a 2022–2023-as kiírás összesített rangsora alapján kerültek az egyes ligákba. Mindegyik csapat hat mérkőzést játszik a csoportjában, kivéve a D liga résztvevőit, amelyek csak négyet. A csapatok oda-visszavágós körmérkőzést játszanak dupla játéknapokon 2024 szeptemberében, októberében és novemberében.
2023. január 25-én az UEFA a kieséses szakasz új formátumáról döntött. Az A liga négy csoportjának győztesei és második helyezettjei oda-visszavágós negyeddöntőt játszanak 2025 márciusában. A negyeddöntők győztesei jutnak be a 2025 júniusában rendezendő négyes döntőbe, ahol négy mérkőzés lesz: két elődöntő, a bronzmérkőzés és a döntő. Az elődöntők párosítását sorsolással döntik el. A négyes döntő helyszínét a négy elődöntőbe jutó csapat közül választják ki. Az A liga győztese nyeri az UEFA Nemzetek Ligáját.
A csapatok a helyezések alapján feljutnak, illetve kiesnek a magasabb, illetve az alacsonyabb ligába. Három ligából, a B, C és D ligákból a csoportgyőztesek feljutnak, míg az A és B ligákban a csoportutolsók kiesnek. Miután a C ligában négy csoport lesz, a D ligában pedig kettő, ezért a C liga utolsó két helyezettje automatikusan kiesik a D ligába. A formátum változtatásával az A liga 3. helyezettjei a B liga 2. helyezettjeivel, a B liga 3. helyezettjei a C liga 2. helyezettjeivel, valamint a C liga két legjobb negyedik helyezettje és a D liga két második helyezettje osztályozót játszanak. Az osztályozókra 2025 márciusában kerül sor, a párosítások győzteseit oda-visszavágós rendszerben döntik el.
Az oda-visszavágós rendszerű mérkőzéseken a több gólt szerző csapat a győztes. Ha az összesítésnél az eredmény döntetlen, akkor 2×15 perces hosszabbítás következik a második mérkőzés rendes játékidejének lejárta után. Ha a 2×15 perces hosszabbítást követően is egyenlő az összesített állás, akkor büntetőpárbajra kerül sor.

### 2026-os labdarúgó-világbajnokság selejtezője
A Nemzetek Ligáját részben összekapcsolták a 2026-os labdarúgó-világbajnokság európai selejtezőjével. A világbajnokság európai pótselejtezejőben 16 csapat vesz részt: a selejtező 12 második helyezettje és az UEFA Nemzetek Ligája négy legjobb csoportgyőztese, amelyek a csoportkör első két helyén kívül végeznek. A csapatokat négy ágra sorsolják, az ágakon két elődöntőt és egy döntőt rendeznek. Az elődöntőben a kiemelt csapat játszik hazai pályán, a döntők pályaválasztóit sorsolják. A döntők győztesei jutnak ki a világbajnokságra.

## Rangsorolás

### Rangsorolás a csoportban
Ha két vagy több csapat azonos pontszámmal áll egy csoportban, a sorrendet a következő pontok alapján határozták meg:
1. több szerzett pont az azonosan álló csapatok között lejátszott mérkőzéseken;
2. jobb gólkülönbség az azonosan álló csapatok között lejátszott mérkőzéseken;
3. több szerzett gól az azonosan álló csapatok között lejátszott mérkőzéseken;
4. Ha az 1–3. pontok alapján a csapatok továbbra is azonosan állnak, akkor az 1–4. pontokat újra alkalmazni kell ameddig a sorrend nem dönthető el.[a 1] Ha ez sem dönt, akkor az 5–11. pontok döntenek a sorrendről;
5. jobb gólkülönbség az összes mérkőzésen;
6. több szerzett gól az összes mérkőzésen;
7. több idegenben szerzett gól az összes mérkőzésen;
8. több győzelem az összes mérkőzésen;
9. több idegenben szerzett győzelem az összes mérkőzésen;
10. alacsonyabb fair play pontszám (1 pont egy sárga lap, 3 pont a két sárga lap utáni piros lap, 3 pont egy azonnali piros lap, 4 pont egy sárga lap utáni azonnali piros lap);
11. jobb helyezés a 2024–2025-ös UEFA Nemzetek Ligája kiemelésekor.

Megjegyzés
1. ↑  Ha két vagy több csapat azonos pontszámmal áll, akkor az 1–3. pontokat alkalmazzák. Ezt követően több csapatnak eldönthető a sorrendje, de nem biztos, hogy mindegyiknek. Ha például három csapat áll azonos pontszámmal, és az első négy pont alapján csak az egyik csapat helyezését lehet eldönteni, akkor a másik kettő még azonosan áll. Ebben az esetben a maradék két csapatra nézve újra az 1. ponttól kezdve kell eldönteni a helyezésüket.

### Rangsorolás a ligában
A csapatok ligában elfoglalt helyezéseit a következő pontok alapján határozták meg:
1. helyezés a csoportban;
2. magasabb pontszám;
3. jobb gólkülönbség;
4. több szerzett gól;
5. több idegenben szerzett gól;
6. több győzelem;
7. több idegenben szerzett győzelem;
8. alacsonyabb fair play pontszám (1 pont egy sárga lap, 3 pont a két sárga lap utáni piros lap, 3 pont egy azonnali piros lap, 4 pont egy sárga lap utáni azonnali piros lap);
9. jobb helyezés a 2024–2025-ös UEFA Nemzetek Ligája kiemelésekor.

### Időközi rangsorolás
A csoportkör befejezése után az időközi rangsorolást a következők alapján állapítják meg:
1. Az A liga 16 csapata az 1–16. helyezést kapja, a ligában elfoglalt helyezése szerint.
2. A B liga 16 csapata a 17–32. helyezést kapja, a ligában elfoglalt helyezése szerint.
3. A C liga 16 csapata a 33–48. helyezést kapja, a ligában elfoglalt helyezése szerint.
4. A D liga 6 csapata a 49–54. helyezést kapja, a ligában elfoglalt helyezése szerint.

### Végleges rangsorolás
A Nemzetek Ligája döntője és az osztályozók után a végleges rangsorolást a következők alapján állapítják meg:
1. A Nemzetek Ligája négyes döntőjében résztvevőket a következők szerint rangsorolják:
  1. A döntő győztese az 1. helyezett.
  2. A döntő vesztese a 2. helyezett.
  3. A bronzmérkőzés győztese a 3. helyezett.
  4. A bronzmérkőzés vesztese a 4. helyezett.
2. A negyeddöntők vesztesei az 5–8. helyezést kapják az időközi rangsorban elfoglalt helyezésük sorrendjében.
3. A B ligából az A ligába közvetlenül feljutók, valamint az A liga és a B liga osztályozóinak győztesei a 9–16. helyezést kapják az időközi rangsorban elfoglalt helyezésük sorrendjében.
4. Az A ligából a B ligába közvetlenül kiesők, valamint az A liga és a B liga osztályozóinak vesztesei a 17–24. helyezést kapják az időközi rangsorban elfoglalt helyezésük sorrendjében.
5. A C ligából a B ligába közvetlenül feljutók, valamint a B liga és a C liga osztályozóinak győztesei a 25–32. helyezést kapják az időközi rangsorban elfoglalt helyezésük sorrendjében.
6. A B ligából a C ligába közvetlenül kiesők, valamint a B liga és a C liga osztályozóinak vesztesei a 33–40. helyezést kapják az időközi rangsorban elfoglalt helyezésük sorrendjében.
7. A C liga harmadik helyezettjei a 41–44. helyezést kapják.
8. A D ligából a C ligába közvetlenül feljutók, valamint a C liga és a D liga osztályozóinak győztesei a 45–48. helyezést kapják az időközi rangsorban elfoglalt helyezésük sorrendjében.
9. A C ligából a D ligába közvetlenül kiesők, valamint a C liga és a D liga osztályozóinak vesztesei a 49–52. helyezést kapják az időközi rangsorban elfoglalt helyezésük sorrendjében.
10. A D liga harmadik helyezettjei a 53–54. helyezést kapják.

## Naptár
Az alábbi táblázat tartalmazza a 2024–2025-ös UEFA Nemzetek Ligájának naptárát.
| Szakasz                                            | Forduló       | Dátum                  |
| -------------------------------------------------- | ------------- | ---------------------- |
| Csoportkör                                         | 1. játéknap   | 2024. szeptember 5–7.  |
| Csoportkör                                         | 2. játéknap   | 2024. szeptember 8–10. |
| Csoportkör                                         | 3. játéknap   | 2024. október 10–12.   |
| Csoportkör                                         | 4. játéknap   | 2024. október 13–15.   |
| Csoportkör                                         | 5. játéknap   | 2024. november 14–16.  |
| Csoportkör                                         | 6. játéknap   | 2024. november 17–19.  |
| Egyenes kieséses szakasz, negyeddöntők Osztályozók | 1. mérkőzés   | 2025. március 20–22.   |
| Egyenes kieséses szakasz, negyeddöntők Osztályozók | 2. mérkőzés   | 2025. március 23–25.   |
| Egyenes kieséses szakasz, négyes döntő             | Elődöntők     | 2025. június 4–5.      |
| Egyenes kieséses szakasz, négyes döntő             | Bronzmérkőzés | 2025. június 8.        |
| Egyenes kieséses szakasz, négyes döntő             | Döntő         | 2025. június 8.        |

## Csapatok

Az UEFA 54 tagországa részt vesz a sorozatban. Oroszországot kizárták.
Egy ligával lejjebb kerültek azok a csapatok, amelyek a 2022–2023-as kiírásban az utolsó helyen végeztek az A és B ligában, továbbá a C liga osztályozóinak vesztes csapatai. Egy ligával feljebb kerültek a B, C és D liga csoportgyőztesei. A többi csapat ugyanabban a ligában maradt.
2021 decemberében az UEFA alelnöke, Zbigniew Boniek egy interjú során elmondta, hogy a Dél-amerikai Labdarúgó-szövetség 10 tagországa a Nemzetek Ligájához csatlakozhat a 2024–25-ös kiírástól kezdődően. Az UEFA és a CONMEBOL egy kibővített megállapodást írt alá, ebben többek között közös futballtornák szervezését is vállalták. A tervek szerint a 16 csapatos ligák létszáma 22-re és 20-ra emelkedne. A felmerült ötlet ugyanakkor ellentétes a FIFA tervével, mely szerint a világbajnokságokat kétévenként rendeznék, de az UEFA és a CONMEBOL is ellenezte a FIFA ötletét. 2023. január 25-én az UEFA Végrehajtó Bizottsága nem változtatott a csapatok létszámán, a dél-amerikai csapatok nem kerültek be a Nemzetek Ligájába.
A csapatok az egyes ligákban a következők szerint vesznek részt a 2022–2023-as UEFA Nemzetek Ligája összesített rangsora alapján. Az UEFA 2023. december 2-án erősítette meg a ligák résztvevőit és a kiemelést.
|  | Az előző kiírásból feljutott |
|  | Az előző kiírásból kiesett   |

| Kalap | Csapat              | Előző | Hely. |
| ----- | ------------------- | ----- | ----- |
| 1     | Spanyolország       |       | 1.    |
| 1     | Horvátország        |       | 2.    |
| 1     | Olaszország         |       | 3.    |
| 1     | Hollandia           |       | 4.    |
| 2     | Dánia               |       | 5.    |
| 2     | Portugália          |       | 6.    |
| 2     | Belgium             |       | 7.    |
| 2     | Magyarország        |       | 8.    |
| 3     | Svájc               |       | 9.    |
| 3     | Németország         |       | 10.   |
| 3     | Lengyelország       |       | 11.   |
| 3     | Franciaország       |       | 12.   |
| 4     | Izrael              |       | 13.   |
| 4     | Bosznia-Hercegovina |       | 14.   |
| 4     | Szerbia             |       | 15.   |
| 4     | Skócia              |       | 16.   |

| Kalap | Csapat      | Előző | Hely. |
| ----- | ----------- | ----- | ----- |
| 1     | Ausztria    |       | 17.   |
| 1     | Csehország  |       | 18.   |
| 1     | Anglia      |       | 19.   |
| 1     | Wales       |       | 20.   |
| 2     | Finnország  |       | 21.   |
| 2     | Ukrajna     |       | 22.   |
| 2     | Izland      |       | 23.   |
| 2     | Norvégia    |       | 24.   |
| 3     | Szlovénia   |       | 25.   |
| 3     | Írország    |       | 26.   |
| 3     | Albánia     |       | 27.   |
| 3     | Montenegró  |       | 28.   |
| 4     | Grúzia      |       | 29.   |
| 4     | Görögország |       | 30.   |
| 4     | Törökország |       | 31.   |
| 4     | Kazahsztán  |       | 32.   |

| Kalap | Csapat           | Előző | Hely. |
| ----- | ---------------- | ----- | ----- |
| 1     | Románia          |       | 33.   |
| 1     | Svédország       |       | 34.   |
| 1     | Örményország     |       | 35.   |
| 1     | Luxemburg        |       | 36.   |
| 2     | Azerbajdzsán     |       | 37.   |
| 2     | Koszovó          |       | 38.   |
| 2     | Bulgária         |       | 39.   |
| 2     | Feröer           |       | 40.   |
| 3     | Észak-Macedónia  |       | 41.   |
| 3     | Szlovákia        |       | 42.   |
| 3     | Észak-Írország   |       | 43.   |
| 3     | Ciprus           |       | 44.   |
| 4     | Fehéroroszország |       | 45.   |
| 4     | Litvánia         |       | 46.   |
| 4     | Észtország       |       | 47.   |
| 4     | Lettország       |       | 48.   |

| Kalap | Csapat        | Előző | Hely. |
| ----- | ------------- | ----- | ----- |
| 1     | Gibraltár     |       | 49.   |
| 1     | Moldova       |       | 50.   |
| 2     | Málta         |       | 51.   |
| 2     | Andorra       |       | 52.   |
| 2     | San Marino    |       | 53.   |
| 2     | Liechtenstein |       | 54.   |

| Csapat      |
| ----------- |
| Oroszország |

1. 1 2  A C liga osztályozójának győztese és vesztese (Litvánia és Gibraltár) ismeretlen volt a sorsolás időpontjában.
2. ↑  Oroszországot 2022. február 28-án kizárták az UEFA tornáiról az Ukrajna elleni invázió miatt.[11]

## Sorsolás
A csoportok sorsolását 2024. február 8-án tartották Párizsban, közép-európai idő szerint 18 órától, az UEFA-kongresszussal együtt. A kongresszust eredetileg Madridban tartották volna, de Luis Rubiales spanyol elnök 2023-as botránya miatt áthelyezték.
A sorsolásra a következő korlátozások voltak érvényesek:
- A B ligában szereplő Kazahsztán túlzott utazás miatt a következőkből csak egy ellenfelet kaphatott: Anglia, Izland, Írország, Wales.
- A C ligában szereplő Azerbajdzsán és Örményország politikai okok miatt nem kerülhetett azonos csoportba.

A menetrendet az UEFA február 9-én tette közzé.

## A liga

### 1. csoport
| Hely. | Csapat        | M | Gy | D | V | G+ | G– | Gk | P  | Továbbjutás vagy kiesés           |  | Portugália | Horvátország | Skócia | Lengyelország |
| ----- | ------------- | - | -- | - | - | -- | -- | -- | -- | --------------------------------- |  | ---------- | ------------ | ------ | ------------- |
| 1.    | Portugália    | 6 | 4  | 2 | 0 | 13 | 5  | +8 | 14 | Továbbjutott a negyeddöntőbe      |  | —          | 2–1          | 2–1    | 5–1           |
| 2.    | Horvátország  | 6 | 2  | 2 | 2 | 8  | 8  | 0  | 8  | Továbbjutott a negyeddöntőbe      |  | 1–1        | —            | 2–1    | 1–0           |
| 3.    | Skócia        | 6 | 2  | 1 | 3 | 7  | 8  | −1 | 7  | Az A/B liga osztályozójába jutott |  | 0–0        | 1–0          | —      | 2–3           |
| 4.    | Lengyelország | 6 | 1  | 1 | 4 | 9  | 16 | −7 | 4  | Kiesett a B ligába                |  | 1–3        | 3–3          | 1–2    | —             |

### 2. csoport
| Hely. | Csapat        | M | Gy | D | V | G+ | G– | Gk | P  | Továbbjutás vagy kiesés           |  | Franciaország | Olaszország | Belgium | Izrael |
| ----- | ------------- | - | -- | - | - | -- | -- | -- | -- | --------------------------------- |  | ------------- | ----------- | ------- | ------ |
| 1.    | Franciaország | 6 | 4  | 1 | 1 | 12 | 6  | +6 | 13 | Továbbjutott a negyeddöntőbe      |  | —             | 1–3         | 2–0     | 0–0    |
| 2.    | Olaszország   | 6 | 4  | 1 | 1 | 13 | 8  | +5 | 13 | Továbbjutott a negyeddöntőbe      |  | 1–3           | —           | 2–2     | 4–1    |
| 3.    | Belgium       | 6 | 1  | 1 | 4 | 6  | 9  | −3 | 4  | Az A/B liga osztályozójába jutott |  | 1–2           | 0–1         | —       | 3–1    |
| 4.    | Izrael        | 6 | 1  | 1 | 4 | 5  | 13 | −8 | 4  | Kiesett a B ligába                |  | 1–4           | 1–2         | 1–0     | —      |

1. 1 2  Az egymás elleni pontszám döntetlen. Összesített gólkülönbség: Franciaország +6, Olaszország +5.
2. 1 2  Az egymás elleni pontszám döntetlen. Egymás elleni gólkülönbség: Belgium +1, Izrael –1.

### 3. csoport
| Hely. | Csapat              | M | Gy | D | V | G+ | G– | Gk  | P  | Továbbjutás vagy kiesés           |  | Németország | Hollandia | Magyarország | Bosznia-Hercegovina |
| ----- | ------------------- | - | -- | - | - | -- | -- | --- | -- | --------------------------------- |  | ----------- | --------- | ------------ | ------------------- |
| 1.    | Németország         | 6 | 4  | 2 | 0 | 18 | 4  | +14 | 14 | Továbbjutott a negyeddöntőbe      |  | —           | 1–0       | 5–0          | 7–0                 |
| 2.    | Hollandia           | 6 | 2  | 3 | 1 | 13 | 7  | +6  | 9  | Továbbjutott a negyeddöntőbe      |  | 2–2         | —         | 4–0          | 5–2                 |
| 3.    | Magyarország        | 6 | 1  | 3 | 2 | 4  | 11 | −7  | 6  | Az A/B liga osztályozójába jutott |  | 1–1         | 1–1       | —            | 0–0                 |
| 4.    | Bosznia-Hercegovina | 6 | 0  | 2 | 4 | 4  | 17 | −13 | 2  | Kiesett a B ligába                |  | 1–2         | 1–1       | 0–2          | —                   |

### 4. csoport
| Hely. | Csapat        | M | Gy | D | V | G+ | G– | Gk | P  | Továbbjutás vagy kiesés           |  | Spanyolország | Dánia | Szerbia | Svájc |
| ----- | ------------- | - | -- | - | - | -- | -- | -- | -- | --------------------------------- |  | ------------- | ----- | ------- | ----- |
| 1.    | Spanyolország | 6 | 5  | 1 | 0 | 13 | 4  | +9 | 16 | Továbbjutott a negyeddöntőbe      |  | —             | 1–0   | 3–0     | 3–2   |
| 2.    | Dánia         | 6 | 2  | 2 | 2 | 7  | 5  | +2 | 8  | Továbbjutott a negyeddöntőbe      |  | 1–2           | —     | 2–0     | 2–0   |
| 3.    | Szerbia       | 6 | 1  | 3 | 2 | 3  | 6  | −3 | 6  | Az A/B liga osztályozójába jutott |  | 0–0           | 0–0   | —       | 2–0   |
| 4.    | Svájc         | 6 | 0  | 2 | 4 | 6  | 14 | −8 | 2  | Kiesett a B ligába                |  | 1–4           | 2–2   | 1–1     | —     |

### Egyenes kieséses szakasz

#### Ágrajz
|  |                       |               |               |                     |       |            |            |       |
|  | Elődöntők             | Elődöntők     | Elődöntők     |                     |       | Döntő      | Döntő      | Döntő |
|  | Elődöntők             | Elődöntők     | Elődöntők     |                     |       | Döntő      | Döntő      | Döntő |
|  | június 4. – München   |               |               |                     |       |            |            |       |
|  |                       |               |               |                     |       |            |            |       |
|  | Németország           | Németország   | 1             |                     |       |            |            |       |
|  | Németország           | Németország   | 1             | június 8. – München |       |            |            |       |
|  | Portugália            | Portugália    | 2             |                     |       |            |            |       |
|  | Portugália            | Portugália    | 2             |                     |       | Portugália | Portugália | 2 (5) |
|  | június 5. – Stuttgart |               |               |                     |       | Portugália | Portugália | 2 (5) |
|  |                       |               | Spanyolország | Spanyolország       | 2 (3) |            |            |       |
|  | Spanyolország         | Spanyolország | Spanyolország | Spanyolország       | 2 (3) | 5          |            |       |
|  | Spanyolország         | Spanyolország |               |                     |       |            |            |       |
|  | Franciaország         | Franciaország | 4             |                     |       |            |            |       |
|  | Franciaország         | Franciaország | 4             | Bronzmérkőzés       |       |            |            |       |
|  |                       |               |               |                     |       |            |            |       |
|  | június 8. – Stuttgart |               |               |                     |       |            |            |       |
|  |                       |               |               |                     |       |            |            |       |
|  | Németország           | Németország   | 0             |                     |       |            |            |       |
|  | Németország           | Németország   | 0             |                     |       |            |            |       |
|  | Franciaország         | Franciaország | 2             |                     |       |            |            |       |
|  | Franciaország         | Franciaország | 2             |                     |       |            |            |       |

#### Negyeddöntők
| 1. csapat    | Össz.Tooltip Aggregate score | 2. csapat     | 1. mérk. | 2. mérk.   |
| ------------ | ---------------------------- | ------------- | -------- | ---------- |
| Hollandia    | 5–5 (t. 4–5)                 | Spanyolország | 2–2      | 3–3 (h.u.) |
| Horvátország | 2–2 (t. 4–5)                 | Franciaország | 2–0      | 0–2 (h.u.) |
| Dánia        | 3–5                          | Portugália    | 1–0      | 2–5 (h.u.) |
| Olaszország  | 4–5                          | Németország   | 1–2      | 3–3        |

#### Elődöntők
| 2025. június 4. 21:10 |

| Németország | 1–2               | Portugália                |
| ----------- | ----------------- | ------------------------- |
| Wirtz 48'   | (0–0) Jegyzőkönyv | Conceição 63' Ronaldo 68' |

| Allianz Arena, München Nézőszám: 65 823 Játékvezető: Slavko Vinčić (szlovén) |

| 2025. június 5. 21:00 |

| Spanyolország                                              | 5–4               | Franciaország                                                        |
| ---------------------------------------------------------- | ----------------- | -------------------------------------------------------------------- |
| Williams 22' Merino 25' Yamal 54' (11-esből) 67' Pedri 55' | (2–0) Jegyzőkönyv | Mbappé 59' (11-esből) Cherki 79' Vivian 84' (öngól) Kolo Muani 90+3' |

| MHPArena, Stuttgart Nézőszám: 51 724 Játékvezető: Michael Oliver (angol) |

#### Bronzmérkőzés
| 2025. június 8. 15:00 |

| Németország | 0–2               | Franciaország        |
| ----------- | ----------------- | -------------------- |
|             | (0–1) Jegyzőkönyv | Mbappé 45' Olise 84' |

| MHPArena, Stuttgart Nézőszám: 51 313 Játékvezető: Ivan Kružliak (szlovák) |

#### Döntő
| 2025. június 8. 21:00 |

| Portugália                              | 2–2               | Spanyolország               |
| --------------------------------------- | ----------------- | --------------------------- |
| Mendes 26' Ronaldo 61'                  | (1–2) Jegyzőkönyv | Zubimendi 21' Oyarzabal 45' |
| Büntetőpárbaj                           |                   |                             |
| Ramos Vitinha Fernandes Mendes R. Neves | 5–3               | Merino Baena Isco Morata    |

| Allianz Arena, München Nézőszám: 65 852 Játékvezető: Sandro Schärer (svájci) |

## B liga

### 1. csoport
| Hely. | Csapat     | M | Gy | D | V | G+ | G– | Gk | P  | Feljutás, továbbjutás vagy kiesés |  | Csehország | Ukrajna | Grúzia | Albánia |
| ----- | ---------- | - | -- | - | - | -- | -- | -- | -- | --------------------------------- |  | ---------- | ------- | ------ | ------- |
| 1.    | Csehország | 6 | 3  | 2 | 1 | 9  | 8  | +1 | 11 | Feljutott az A ligába             |  | —          | 3–2     | 2–1    | 2–0     |
| 2.    | Ukrajna    | 6 | 2  | 2 | 2 | 8  | 8  | 0  | 8  | Az A/B liga osztályozójába jutott |  | 1–1        | —       | 1–0    | 1–2     |
| 3.    | Grúzia     | 6 | 2  | 1 | 3 | 7  | 6  | +1 | 7  | A B/C liga osztályozójába jutott  |  | 4–1        | 1–1     | —      | 0–1     |
| 4.    | Albánia    | 6 | 2  | 1 | 3 | 4  | 6  | −2 | 7  | Kiesett a C ligába                |  | 0–0        | 1–2     | 0–1    | —       |

1. 1 2  Az egymás elleni pontszám döntetlen. Egymás elleni gólkülönbség: Grúzia +1, Albánia –2.

### 2. csoport
| Hely. | Csapat      | M | Gy | D | V | G+ | G– | Gk  | P  | Feljutás, továbbjutás vagy kiesés |  | Anglia | Görögország | Írország | Finnország |
| ----- | ----------- | - | -- | - | - | -- | -- | --- | -- | --------------------------------- |  | ------ | ----------- | -------- | ---------- |
| 1.    | Anglia      | 6 | 5  | 0 | 1 | 16 | 3  | +13 | 15 | Feljutott az A ligába             |  | —      | 1–2         | 5–0      | 2–0        |
| 2.    | Görögország | 6 | 5  | 0 | 1 | 11 | 4  | +7  | 15 | Az A/B liga osztályozójába jutott |  | 0–3    | —           | 2–0      | 3–0        |
| 3.    | Írország    | 6 | 2  | 0 | 4 | 3  | 12 | −9  | 6  | A B/C liga osztályozójába jutott  |  | 0–2    | 0–2         | —        | 1–0        |
| 4.    | Finnország  | 6 | 0  | 0 | 6 | 2  | 13 | −11 | 0  | Kiesett a C ligába                |  | 1–3    | 0–2         | 1–2      | —          |

1. 1 2  Az egymás elleni pontszám döntetlen. Egymás elleni gólkülönbség: Anglia +2, Görögország −2.

### 3. csoport
| Hely. | Csapat     | M | Gy | D | V | G+ | G– | Gk  | P  | Feljutás, továbbjutás vagy kiesés |  | Norvégia | Ausztria | Szlovénia | Kazahsztán |
| ----- | ---------- | - | -- | - | - | -- | -- | --- | -- | --------------------------------- |  | -------- | -------- | --------- | ---------- |
| 1.    | Norvégia   | 6 | 4  | 1 | 1 | 15 | 7  | +8  | 13 | Feljutott az A ligába             |  | —        | 2–1      | 3–0       | 5–0        |
| 2.    | Ausztria   | 6 | 3  | 2 | 1 | 14 | 5  | +9  | 11 | Az A/B liga osztályozójába jutott |  | 5–1      | —        | 1–1       | 4–0        |
| 3.    | Szlovénia  | 6 | 2  | 2 | 2 | 7  | 9  | −2  | 8  | A B/C liga osztályozójába jutott  |  | 1–4      | 1–1      | —         | 3–0        |
| 4.    | Kazahsztán | 6 | 0  | 1 | 5 | 0  | 15 | −15 | 1  | Kiesett a C ligába                |  | 0–0      | 0–2      | 0–1       | —          |

### 4. csoport
| Hely. | Csapat      | M | Gy | D | V | G+ | G– | Gk | P  | Feljutás, továbbjutás vagy kiesés |  | Wales | Törökország | Izland | Montenegró |
| ----- | ----------- | - | -- | - | - | -- | -- | -- | -- | --------------------------------- |  | ----- | ----------- | ------ | ---------- |
| 1.    | Wales       | 6 | 3  | 3 | 0 | 9  | 4  | +5 | 12 | Feljutott az A ligába             |  | —     | 0–0         | 4–1    | 1–0        |
| 2.    | Törökország | 6 | 3  | 2 | 1 | 9  | 6  | +3 | 11 | Az A/B liga osztályozójába jutott |  | 0–0   | —           | 3–1    | 1–0        |
| 3.    | Izland      | 6 | 2  | 1 | 3 | 10 | 13 | −3 | 7  | A B/C liga osztályozójába jutott  |  | 2–2   | 2–4         | —      | 2–0        |
| 4.    | Montenegró  | 6 | 1  | 0 | 5 | 4  | 9  | −5 | 3  | Kiesett a C ligába                |  | 1–2   | 3–1         | 0–2    | —          |

## C liga

### 1. csoport
| Hely. | Csapat       | M | Gy | D | V | G+ | G– | Gk  | P  | Feljutás, továbbjutás vagy kiesés |  | Svédország | Szlovákia | Észtország | Azerbajdzsán |
| ----- | ------------ | - | -- | - | - | -- | -- | --- | -- | --------------------------------- |  | ---------- | --------- | ---------- | ------------ |
| 1.    | Svédország   | 6 | 5  | 1 | 0 | 19 | 4  | +15 | 16 | Feljutott a B ligába              |  | —          | 2–1       | 3–0        | 6–0          |
| 2.    | Szlovákia    | 6 | 4  | 1 | 1 | 10 | 5  | +5  | 13 | A B/C liga osztályozójába jutott  |  | 2–2        | —         | 1–0        | 2–0          |
| 3.    | Észtország   | 6 | 1  | 1 | 4 | 3  | 9  | −6  | 4  |                                   |  | 0–3        | 0–1       | —          | 3–1          |
| 4.    | Azerbajdzsán | 6 | 0  | 1 | 5 | 3  | 17 | −14 | 1  | Kiesett a D ligába                |  | 1–3        | 1–3       | 0–0        | —            |

### 2. csoport
| Hely. | Csapat   | M | Gy | D | V | G+ | G– | Gk  | P  | Feljutás, továbbjutás vagy kiesés |  | Románia | Koszovó | Ciprusi Köztársaság | Litvánia |
| ----- | -------- | - | -- | - | - | -- | -- | --- | -- | --------------------------------- |  | ------- | ------- | ------------------- | -------- |
| 1.    | Románia  | 6 | 6  | 0 | 0 | 18 | 3  | +15 | 18 | Feljutott a B ligába              |  | —       | 3–0     | 4–1                 | 3–1      |
| 2.    | Koszovó  | 6 | 4  | 0 | 2 | 10 | 7  | +3  | 12 | A B/C liga osztályozójába jutott  |  | 0–3     | —       | 3–0                 | 1–0      |
| 3.    | Ciprus   | 6 | 2  | 0 | 4 | 4  | 15 | −11 | 6  |                                   |  | 0–3     | 0–4     | —                   | 2–1      |
| 4.    | Litvánia | 6 | 0  | 0 | 6 | 4  | 11 | −7  | 0  | Kiesett a D ligába                |  | 1–2     | 1–2     | 0–1                 | —        |

### 3. csoport
| Hely. | Csapat           | M | Gy | D | V | G+ | G– | Gk | P  | Feljutás, továbbjutás vagy kiesés |  | Észak-Írország | Bulgária | Fehéroroszország | Luxemburg |
| ----- | ---------------- | - | -- | - | - | -- | -- | -- | -- | --------------------------------- |  | -------------- | -------- | ---------------- | --------- |
| 1.    | Észak-Írország   | 6 | 3  | 2 | 1 | 11 | 3  | +8 | 11 | Feljutott a B ligába              |  | —              | 5–0      | 2–0              | 2–0       |
| 2.    | Bulgária         | 6 | 2  | 3 | 1 | 3  | 6  | −3 | 9  | A B/C liga osztályozójába jutott  |  | 1–0            | —        | 1–1              | 0–0       |
| 3.    | Fehéroroszország | 6 | 1  | 4 | 1 | 3  | 4  | −1 | 7  |                                   |  | 0–0            | 0–0      | —                | 1–1       |
| 4.    | Luxemburg        | 6 | 0  | 3 | 3 | 3  | 7  | −4 | 3  | A C/D liga osztályozójába jutott  |  | 2–2            | 0–1      | 0–1              | —         |

### 4. csoport
| Hely. | Csapat          | M | Gy | D | V | G+ | G– | Gk | P  | Feljutás, továbbjutás vagy kiesés |  | Észak-Macedónia | Örményország | Feröer | Lettország |
| ----- | --------------- | - | -- | - | - | -- | -- | -- | -- | --------------------------------- |  | --------------- | ------------ | ------ | ---------- |
| 1.    | Észak-Macedónia | 6 | 5  | 1 | 0 | 10 | 1  | +9 | 16 | Feljutott a B ligába              |  | —               | 2–0          | 1–0    | 1–0        |
| 2.    | Örményország    | 6 | 2  | 1 | 3 | 8  | 9  | −1 | 7  | A B/C liga osztályozójába jutott  |  | 0–2             | —            | 0–1    | 4–1        |
| 3.    | Feröer          | 6 | 1  | 3 | 2 | 5  | 6  | −1 | 6  |                                   |  | 1–1             | 2–2          | —      | 1–1        |
| 4.    | Lettország      | 6 | 1  | 1 | 4 | 4  | 11 | −7 | 4  | A C/D liga osztályozójába jutott  |  | 0–3             | 1–2          | 1–0    | —          |

### A negyedik helyezettek sorrendje
| Hely. | Cs | Csapat                          | M | Gy | D | V | G+ | G– | Gk | P | Kiesés                        |
| ----- | -- | ------------------------------- | - | -- | - | - | -- | -- | -- | - | ----------------------------- |
| 1.    | C1 | C1 csoport negyedik helyezettje | 0 | 0  | 0 | 0 | 0  | 0  | 0  | 0 | A C/D liga osztályozójába jut |
| 2.    | C2 | C2 csoport negyedik helyezettje | 0 | 0  | 0 | 0 | 0  | 0  | 0  | 0 | A C/D liga osztályozójába jut |
| 3.    | C3 | C3 csoport negyedik helyezettje | 0 | 0  | 0 | 0 | 0  | 0  | 0  | 0 | Kiesik a D ligába             |
| 4.    | C4 | C4 csoport negyedik helyezettje | 0 | 0  | 0 | 0 | 0  | 0  | 0  | 0 | Kiesik a D ligába             |

## D liga

### 1. csoport
| Hely. | Csapat        | M | Gy | D | V | G+ | G– | Gk | P | Feljutás                      |  | San Marino | Gibraltár (brit tengerentúli terület) | Liechtenstein |
| ----- | ------------- | - | -- | - | - | -- | -- | -- | - | ----------------------------- |  | ---------- | ------------------------------------- | ------------- |
| 1.    | San Marino    | 4 | 2  | 1 | 1 | 5  | 3  | +2 | 7 | Feljut a C ligába             |  | —          | 1–1                                   | 1–0           |
| 2.    | Gibraltár     | 4 | 1  | 3 | 0 | 4  | 3  | +1 | 6 | A C/D liga osztályozójába jut |  | 1–0        | —                                     | 2–2           |
| 3.    | Liechtenstein | 4 | 0  | 2 | 2 | 3  | 6  | −3 | 2 |                               |  | 1–3        | 0–0                                   | —             |

### 2. csoport
| Hely. | Csapat  | M | Gy | D | V | G+ | G– | Gk | P | Feljutás                         |  | Moldova | Málta | Andorra |
| ----- | ------- | - | -- | - | - | -- | -- | -- | - | -------------------------------- |  | ------- | ----- | ------- |
| 1.    | Moldova | 4 | 3  | 0 | 1 | 5  | 1  | +4 | 9 | Feljutott a C ligába             |  | —       | 2–0   | 2–0     |
| 2.    | Málta   | 4 | 2  | 1 | 1 | 2  | 2  | 0  | 7 | A C/D liga osztályozójába jutott |  | 1–0     | —     | 0–0     |
| 3.    | Andorra | 4 | 0  | 1 | 3 | 0  | 4  | −4 | 1 |                                  |  | 0–1     | 0–1   | —       |

## Osztályozók

### Az A/B liga osztályozói
| 1. csapat   | Össz.Tooltip Aggregate score | 2. csapat    | 1. mérk. | 2. mérk. |
| ----------- | ---------------------------- | ------------ | -------- | -------- |
| Törökország | 6–1                          | Magyarország | 3–1      | 3–0      |
| Ukrajna     | 3–4                          | Belgium      | 3–1      | 0–3      |
| Ausztria    | 1–3                          | Szerbia      | 1–1      | 0–2      |
| Görögország | 3–1                          | Skócia       | 0–1      | 3–0      |

### A B/C liga osztályozói
| 1. csapat    | Össz.Tooltip Aggregate score | 2. csapat | 1. mérk. | 2. mérk.   |
| ------------ | ---------------------------- | --------- | -------- | ---------- |
| Koszovó      | 5–2                          | Izland    | 2–1      | 3–1        |
| Bulgária     | 2–4                          | Írország  | 1–2      | 1–2        |
| Örményország | 1–9                          | Grúzia    | 0–3      | 1–6        |
| Szlovákia    | 0–1                          | Szlovénia | 0–0      | 0–1 (h.u.) |

### A C/D liga osztályozói
| 1. csapat | Össz.Tooltip Aggregate score | 2. csapat  | 1. mérk.        | 2. mérk.        |
| --------- | ---------------------------- | ---------- | --------------- | --------------- |
| Gibraltár | –                            | Lettország | 2026. márc. 26. | 2026. márc. 26. |
| Málta     | –                            | Finnország | 2026. márc. 26. | 2026. márc. 31. |

## Rangsorolás

### Időközi összesített rangsor
A csoportkört követően alakult ki az időközi összesített rangsor.
| Hely. | Csapat              | M | P  |
| ----- | ------------------- | - | -- |
| 1.    | Spanyolország       | 6 | 16 |
| 2.    | Németország         | 6 | 14 |
| 3.    | Portugália          | 6 | 14 |
| 4.    | Franciaország       | 6 | 13 |
|       |                     |   |    |
| 5.    | Olaszország         | 6 | 13 |
| 6.    | Hollandia           | 6 | 9  |
| 7.    | Dánia               | 6 | 8  |
| 8.    | Horvátország        | 6 | 8  |
|       |                     |   |    |
| 9.    | Skócia              | 6 | 7  |
| 10.   | Szerbia             | 6 | 6  |
| 11.   | Magyarország        | 6 | 6  |
| 12.   | Belgium             | 6 | 4  |
|       |                     |   |    |
| 13.   | Lengyelország       | 6 | 4  |
| 14.   | Izrael              | 6 | 4  |
| 15.   | Svájc               | 6 | 2  |
| 16.   | Bosznia-Hercegovina | 6 | 2  |

| Hely. | Csapat      | M | P  |
| ----- | ----------- | - | -- |
| 17.   | Anglia      | 6 | 15 |
| 18.   | Norvégia    | 6 | 13 |
| 19.   | Wales       | 6 | 12 |
| 20.   | Csehország  | 6 | 11 |
|       |             |   |    |
| 21.   | Görögország | 6 | 15 |
| 22.   | Ausztria    | 6 | 11 |
| 23.   | Törökország | 6 | 11 |
| 24.   | Ukrajna     | 6 | 8  |
|       |             |   |    |
| 25.   | Szlovénia   | 6 | 8  |
| 26.   | Grúzia      | 6 | 7  |
| 27.   | Izland      | 6 | 7  |
| 28.   | Írország    | 6 | 6  |
|       |             |   |    |
| 29.   | Albánia     | 6 | 7  |
| 30.   | Montenegró  | 6 | 3  |
| 31.   | Kazahsztán  | 6 | 1  |
| 32.   | Finnország  | 6 | 0  |

| Hely. | Csapat           | M | P  |
| ----- | ---------------- | - | -- |
| 33.   | Románia          | 6 | 18 |
| 34.   | Svédország       | 6 | 16 |
| 35.   | Észak-Macedónia  | 6 | 16 |
| 36.   | Észak-Írország   | 6 | 11 |
|       |                  |   |    |
| 37.   | Szlovákia        | 6 | 13 |
| 38.   | Koszovó          | 6 | 12 |
| 39.   | Bulgária         | 6 | 9  |
| 40.   | Örményország     | 6 | 7  |
|       |                  |   |    |
| 41.   | Fehéroroszország | 6 | 7  |
| 42.   | Feröer           | 6 | 6  |
| 43.   | Ciprus           | 6 | 6  |
| 44.   | Észtország       | 6 | 4  |
|       |                  |   |    |
| 45.   | Lettország       | 6 | 4  |
| 46.   | Luxemburg        | 6 | 3  |
| 47.   | Azerbajdzsán     | 6 | 1  |
| 48.   | Litvánia         | 6 | 0  |

| Hely. | Csapat        | M | P |
| ----- | ------------- | - | - |
| 49.   | Moldova       | 4 | 9 |
| 50.   | San Marino    | 4 | 7 |
|       |               |   |   |
| 51.   | Málta         | 4 | 7 |
| 52.   | Gibraltár     | 4 | 6 |
|       |               |   |   |
| 53.   | Liechtenstein | 4 | 2 |
| 54.   | Andorra       | 4 | 1 |

### Végleges összesített rangsor
A végleges összesített rangsor az osztályozók és az egyenes kieséses szakaszt követően alakult ki. A csillaggal jelölt csapatok osztályozót játszottak.
| Hely. | Csapat        | F         |
| ----- | ------------- | --------- |
| 1.    | Portugália    |           |
| 2.    | Spanyolország |           |
| 3.    | Franciaország |           |
| 4.    | Németország   |           |
|       |               |           |
| 5.    | Olaszország   |           |
| 6.    | Hollandia     |           |
| 7.    | Dánia         |           |
| 8.    | Horvátország  |           |
|       |               |           |
| 9.    | Szerbia       | *         |
| 10.   | Belgium       | *         |
| 11.   | Anglia        | Növekedés |
| 12.   | Norvégia      | Növekedés |
| 13.   | Wales         | Növekedés |
| 14.   | Csehország    | Növekedés |
| 15.   | Görögország   | *         |
| 16.   | Törökország   | *         |

| Hely. | Csapat              | F/K       |
| ----- | ------------------- | --------- |
| 17.   | Skócia              | *         |
| 18.   | Magyarország        | *         |
| 19.   | Lengyelország       | Csökkenés |
| 20.   | Izrael              | Csökkenés |
| 21.   | Svájc               | Csökkenés |
| 22.   | Bosznia-Hercegovina | Csökkenés |
| 23.   | Ausztria            | *         |
| 24.   | Ukrajna             | *         |
|       |                     |           |
| 25.   | Szlovénia           | *         |
| 26.   | Grúzia              | *         |
| 27.   | Írország            | *         |
| 28.   | Románia             | Növekedés |
| 29.   | Svédország          | Növekedés |
| 30.   | Észak-Macedónia     | Növekedés |
| 31.   | Észak-Írország      | Növekedés |
| 32.   | Koszovó             | *         |

| Hely.  | Csapat                  | F/K       |
| ------ | ----------------------- | --------- |
| 33.    | Izland                  | *         |
| 34.    | Albánia                 | Csökkenés |
| 35.    | Montenegró              | Csökkenés |
| 36.    | Kazahsztán              | Csökkenés |
| 37.    | Finnország              | Csökkenés |
| 38.    | Szlovákia               | *         |
| 39.    | Bulgária                | *         |
| 40.    | Örményország            | *         |
|        |                         |           |
| 41.    | Fehéroroszország        |           |
| 42.    | Feröer                  |           |
| 43.    | Ciprus                  |           |
| 44.    | Észtország              |           |
|        |                         |           |
| 45–48. | C/D osztályozó győztese | *         |
| 45–48. | C/D osztályozó győztese | *         |
| 45–47. | Moldova                 | Növekedés |
| 46–48. | San Marino              | Növekedés |

| Hely.  | Csapat                  | K         |
| ------ | ----------------------- | --------- |
| 49–51. | Azerbajdzsán            | Csökkenés |
| 50–52. | Litvánia                | Csökkenés |
| 49–52. | C/D osztályozó vesztese | *         |
| 49–52. | C/D osztályozó vesztese | *         |
|        |                         |           |
| 53.    | Liechtenstein           |           |
| 54.    | Andorra                 |           |